# Смольково (Лямбирский район)
Смольково — село в Лямбирском районе Республики Мордовии России. В литературе нередко упоминается как Смальково.

## Происхождение названия
Происходит от фамилии первого владельца, которому в XVII веке были пожалованы эти земли.

## История
Из второй «Атемарской десятни Пензенскаго края» можно узнать, что эти земли в Атемарском (Саранском) уезде были пожалованы представителям фамилии Смольковых. Если в 1642 г., когда были поверстаны по Атемару упомянутые помещики, у них не было крепостных и поместья не были заселены, то это легко могло случиться во второй половине XVII в., потому что без крепостных помещики на тот момент обойтись не могли.
Так появилось Смольково.
Приблизительно в XVIII веке село становится собственностью рода Бахметевых. Помещики уделяли много сил и средств его процветанию. Поместье занимало обширную территорию, на которой располагались двухэтажный дом, пруды, многочисленные сады, большая Тихвинская церковь с колокольней и часовня около святого источника. 

В 1812 году владелица имения, порутчица Катерина Андреевна Бахметева, отдала 12 крестьян на войну согласно «Положению дворянства Пензенской губернии».

В 1848 году от внебрачной связи дочери хозяина имения Андрея Бахметева Софьи с князем Г. Н. Вяземским появляется на свет девочка, которую назвали Софи. Во избежание скандала новорождённую оформляют как дочь брата Софьи Андреевны — Петра, а молодую мать спешно выдают замуж за офицера-кавалергарда Льва Миллера.
В 50-х годах XIX века в Смолькове, у своей возлюбленной, а впоследствии жены Софьи Андреевны Миллер любил гостить Алексей Константинович Толстой. Здесь, под сенью смольковских садов, были написаны первые главы знаменитого романа «Князь Серебряный». Софья, будучи начитанной и образованной женщиной, стала первым критиком произведения.

В 1852 году в Смольково родился и затем провёл детские годы князь Д. Н. Цертелев, известный философ и поэт. Его мать также была урождённой Бахметевой и приходилась Софье сестрой. Впоследствии он неоднократно посещал имение родни.

В 1854 году здесь вместе с А. К. Толстым гостил художник Л. М. Жемчужников, один из соавторов портрета Козьмы Пруткова. Лев Михайлович, уезжая в Петербург, оставил на попечении Бахметевых свою невесту, которая была в немилости у его родителей.
Толстому эта поездка особенно понравилась, он почувствовал, что теперь это имение для него как родной дом, где ему всегда рады. В своём письме он пишет:
Я не заметил зимы, ни дурной погоды, мне казалось, что была весна. Я вывез из Смалькова впечатление зелени и счастья.

Однако благосостояние владельца имения, Петра Андреевича Бахметева, оставляло желать лучшего. Хороший семьянин, он слабо разбирался в управленческих делах. В 1857 году приходится продать Смольково со всеми окрестными землями. Выручает сестра Софья, которая просит Толстого приютить родню. Алексей Константинович, унаследовавший несколько крупных имений, ничего не имеет против. Бахметев с семью детьми, роднёй переезжает в Петербург, затем в Пустыньку и, в конце концов, в Погорельцы. Здесь, в имении графа А. К. Толстого, они остаются надолго.
Поместье переходит к Цертелевым. Сначала им владеет В. С. Цертелева, затем её брат — помещик А. С. Чуриков. Он продаёт село помещику Новохацкому. Однако тот, ведя разгульный образ жизни, проматывает свое достояние на местных девушек. К революции 1917-го Смольково фактически разорено и не имеет помещика. В революционные годы остатки имения были разграблены крестьянами, практически все строения сожжены или разрушены. Смольковские мужики, недовольные малой наживой, двинулись в соседнее село Конопать, но безуспешно.
В 1925 году в домах, отнятых у зажиточных крестьян, вновь открывается школа. В 30-е годы образуется колхоз, развивается сельское хозяйство и животноводство.
В 1930 году Смольково вместе со всем Саранским уездом Пензенской губернии включено в новообразванную Мордовскую АССР.
В августе 1953 г. происходит укрупнение ряда сельских районов республики за счет объединения сельских советов. Смольково лишается своего сельсовета, отныне он в селе Саловка.
В 1957 г. начальная сельская школа реорганизуется в семилетнюю. В настоящее время школа располагается в одноэтажном кирпичном здании, построенном в 1974 г.

## Тихвинская церковь
Церковь Тихвинской иконы Божией Матери была воздвигнута Бахметевыми приблизительно в первой половине XIX века. Церковь располагалась при сельском погосте.
С колокольни церкви просматривалась вся дорога на Саранск.
В 1891 году в Смолькове при церкви открывается земская школа для детей и взрослых. Основной предмет — Слово Божие, преподаватели — священнослужители церкви.

В разные времена священниками церкви были:
- ?-1889 Масловский Стефан Филиппович[7], двоюродный брат Масловского А. И. (саранский священник и просветитель).
- 1903—1907 г. Рамзайцев Петр[8].
- 1907—1911 г. Ремизов Павел Иванович, репрессирован и расстрелян в 1937[9].

Церковь была разрушена в 30-х годах.

## Достопримечательности
- Святой родник с остатками часовни. По большим православным праздникам проводится богослужение.
- Памятный крест на месте бывшей Тихвинской церкви.

## Улицы
- Буденовка
- Быковка
- Выглядовка
- Выселки
- Крайновка
- Красная
- Молодёжная
- Сенявка
- Смольково
- Юдаевка
- Ягодная